# Liussi Kotxarian
Liussi Kotxarian (1984) és una periodista armènia que ha lluitat en el seu país contra la violència de gènere. Va rebre el Premi Internacional Dona Coratge al març de 2020 del Secretari d'Estat dels Estats Units.
Va presentar dos programes a la Ràdio Pública Armènia.
L'agost de 2018 va començar a alçar la veu sobre els nens amb malalties mentals i sobre la violència de gènere iniciant la campanya "Veus per la Violència". La violència de gènere està molt arrelada en el seu país i ha hagut d'afrontar moltes crítiques per defensar la seva posició.
Va rebre el Premi Internacional Dona Coratge al març de 2020 de la mà del Secretari d'Estat dels Estats Units. Va ser la primera dona armènia a rebre aquest premi i en la cerimònia hi va assistir Anna Hakobyan, la primera dama d'Armènia.
Després de rebre el premi, la Jutgessa Renata D. Turner la va convidar a participar en un tour del Fulton County Juvenile Court.